# Colada (Cocktail)

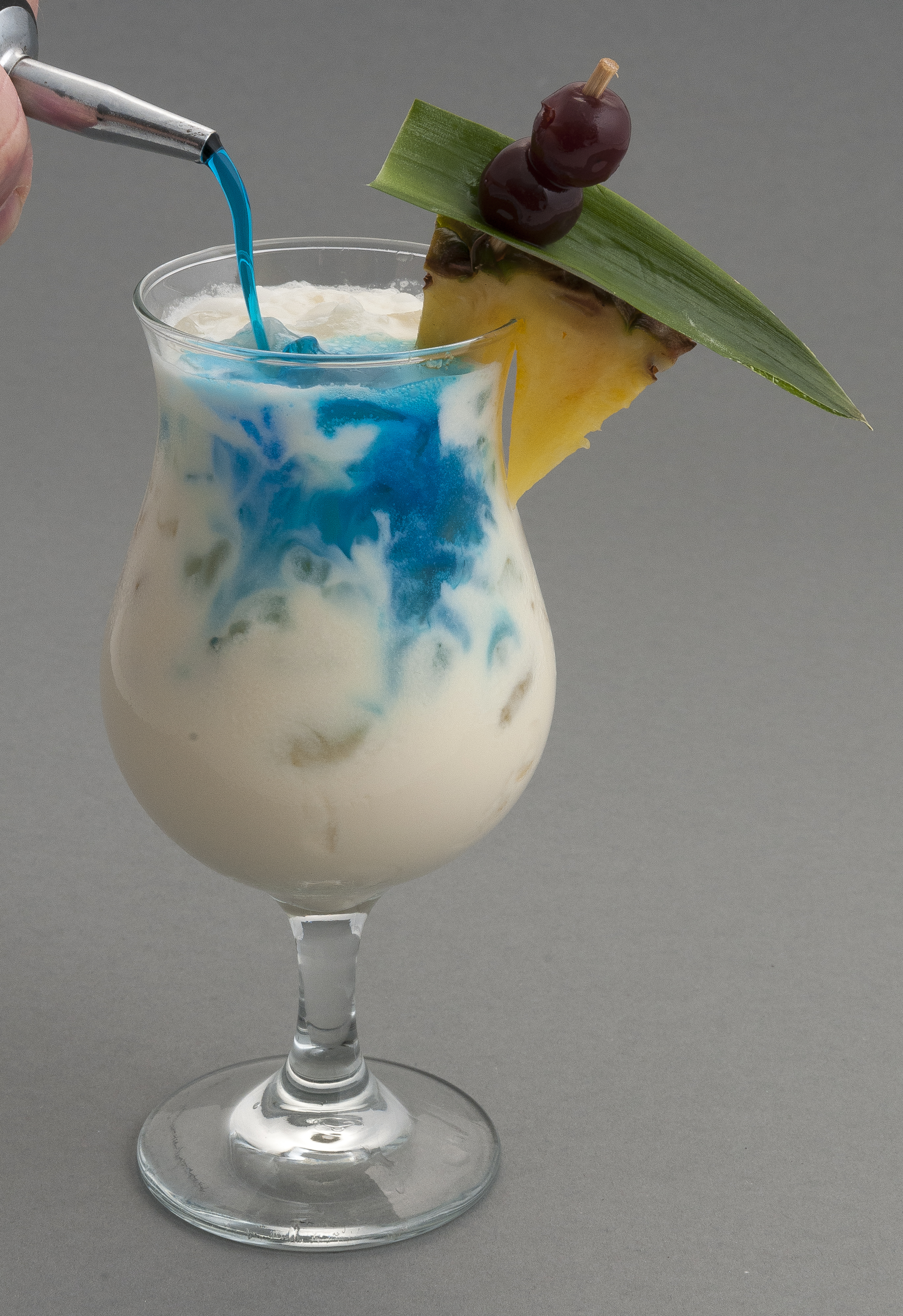
Swimming Pool.

Eine Colada (spanisch: "gesiebt") ist ein cremiger, meist recht süßer tropischer Cocktail, der stets Kokosnusscreme und meistens Rum als Basisspirituose enthält. Durch Zugabe weiterer Zutaten wie Sahne, Likör, Sirup oder die Kombination mit anderen Spirituosen und Fruchtsäften entstehen zahlreiche Variationen.
Namensgebend für diese Getränkekategorie und zugleich ihr bekanntester Vertreter ist die Piña Colada (wörtlich "gesiebte Ananas"), die Ananassaft enthält. Charakteristisch für alle Coladas ist, wie gesagt, die Kokosnusscreme (Cream of Coconut), die oft durch Kokos-Sirup oder Kokosmilch ersetzt wird. Der Barkeeper Charles Schumann definiert eine Colada als Cocktail mit „Kokosnusscreme, Sahne, Säfte und Spirituosen.“
Weitere verbreitete Coladas sind Bahia, Swimming Pool (mit Wodka und Blue Curaçao), Golden Colada und Flying Cangaroo (mit Galliano und Orangensaft), French Colada (mit Crème de Cassis oder Johannisbeersirup), Italian Colada (mit Amaretto), Mexican Colada (mit Kahlúa), Strawberry Colada (mit Erdbeeren) sowie Pink(y) Colada (mit Grenadine).